# محمد يوسف رمضان
 محمد يوسف رمضان بطل مصر والعالم لمنافسات الكونغ فو لمنافسات الساندا لوزن 90 كيلوجرام. قام برفع شعار رابعة بعدما فاز في المباراة النهائية بدورة الألعاب القتالية لمنافسات الكونغ فو، التي أقيمت بمدينة سان بطرسبرغ الروسية في أكتوبر 2013.
احتجزت السلطات المصرية رمضان في المطار فور عودته من روسيا وخضع لتحقيق مطوّل قبل أن يخلى سبيله بعد سحب الميدالية الذهبية والمكافآت منه كما شُطب اسمه من سجل اتحاد الكونغ فو المصري بطلب من وزير الرياضة طاهر أبو زيد  والمدير التنفيذى للاتحاد المصري للكونغ فو اللواء «جمال الجزار» .